# Spiophanes uschakowi
Spiophanes uschakowi är en ringmaskart som beskrevs av Zachs 1933. Spiophanes uschakowi ingår i släktet Spiophanes och familjen Spionidae. Inga underarter finns listade i Catalogue of Life.